# Július Toček
Július Toček (Margitfalva, 1939. szeptember 29. – Winterthur, Svájc, 2004. október 7.) olimpiai bronzérmes szlovák evezős.

## Pályafutása
Az 1964-es tokiói olimpián bronzérmes lett nyolcasban. 1968-ban Svájcba emigrált és haláláig Winterthurban élt.

## Sikerei, díjai
- Olimpiai játékok – nyolcas
  - bronzérmes: 1964, Tokió